# Pawło Iriczuk
Pawło Wasylowycz Iriczuk, ukr. Павло Васильович Ірічук, ros. Павел Васильевич Иричук, Pawieł Wasiljewicz Iriczuk (ur. 1 lutego 1970 w Czerniowcach) – ukraiński piłkarz, grający na pozycji napastnika, trener piłkarski.

## Kariera piłkarska

### Kariera klubowa
Wychowanek Szkoły Piłkarskiej w Czerniowcach, jednak dopiero po służbie wojskowej w 1992 rozpoczął karierę piłkarską w drużynie Krystał Czortków. W 1992 powrócił do rodzinnego klubu Bukowyna Czerniowce. Tak jak klub nie stawił przed sobą wysokich celów w 1993 przeszedł do pierwszoligowego Prykarpattia Iwano-Frankowsk. W 1996 został zaproszony do rosyjskim Urałanu Elista, skąd powrócił do Prykarpattia Iwano-Frankowsk. Następnie występował w klubach Dnipro Dniepropietrowsk, Nistru Otaci, Wiktor Zaporoże i Torpedo Zaporoże. W 2000 po raz trzeci powrócił do Prykarpattia Iwano-Frankowsk. W 2001 przeszedł do Polihraftechniki Oleksandria, w której i zakończył karierę piłkarską w wieku 31 lat. Jest wicerekordzistą Prykarpattia w ilości strzelonych bramek w Wyszczej Lidze Mistrzostw Ukrainy - 23 goli. W 1998 (z Petrom Rusakiem) był najlepszym strzelcem Prykarpattia. Łącznie w Prykarpatti strzelił 37 goli w 126 meczach.

## Kariera trenerska
Po zakończeniu kariery zawodniczej rozpoczął pracę trenerską. Trenował kluby Unisport-Auto Kiszyniów i Borysfen Boryspol. W sezonie 2006/07 objął stanowisko głównego trenera Rapidu Ghidighici, z którym zdobył awans do Divizia Națională. Ale po zakończeniu sezonu niespodziewanie został zwolniony. Od marca 2008 prowadził CSCA-Steaua Kiszyniów, który latem połączył się z Rapidem Ghidighici. 15 sierpnia 2008 został zwolniony z zajmowanego stanowiska. Potem ponownie pracował w klubie prawie rok, ale z przyczyn rodzinnych 23 sierpnia 2009 podał się do dymisji. Po raz kolejny został zaproszony trenować zespół, który już nazywał się CSCA-Rapid Kiszyniów w marcu 2010, ale już po pierwszej kolejce został zwolniony. Na początku sezonu 2010/11 po raz piąty przyszedł do CSCA-Rapid Kiszyniów, ale już po pierwszej kolejce został zwolniony. Na początku stycznia 2011 powrócił do kierowania do CSCA-Rapid Kiszyniów z którym pracował do maja 2011. W kwietniu 2012 po raz siódmy został zatrudniony na stanowisku głównego trenera CSCA-Rapid Ghidighici.

## Sukcesy i odznaczenia

### Sukcesy klubowe
- mistrz Pierwszej lihi Ukrainy: 1994